# راجر کاکرین ویلسون
راجر کاکرین ویلسون (انگلیسی: Roger Wilson؛ ۲۶ دسامبر ۱۸۸۲ – ۵ فوریهٔ ۱۹۶۶ (۸۳ سال)) فرد نظامی اهل بریتانیا بود. وی همچنین برندهٔ جوایزی همچون صلیب نظامی شده‌است.